# Rawang Baru
Rawang Baru is een bestuurslaag in het regentschap Asahan van de provincie Noord-Sumatra, Indonesië. Rawang Baru telt 1892 inwoners (volkstelling 2010).